# Hymenophyllum involucratum
Hymenophyllum involucratum är en hinnbräkenväxtart som beskrevs av Edwin Bingham Copeland. Hymenophyllum involucratum ingår i släktet Hymenophyllum och familjen Hymenophyllaceae. Inga underarter finns listade.